# Leptotarsus (Longurio) inaequipes
Leptotarsus (Longurio) inaequipes is een tweevleugelige uit de familie langpootmuggen (Tipulidae). De soort komt voor in het Afrotropisch gebied.